# بنجیر (خرامه)
بنجیر یک روستا در ایران است که در دهستان سفلی (خرامه) واقع شده‌است. بنجیر ۱٬۰۳۰ نفر جمعیت دارد.